# Daniël Stopendaal

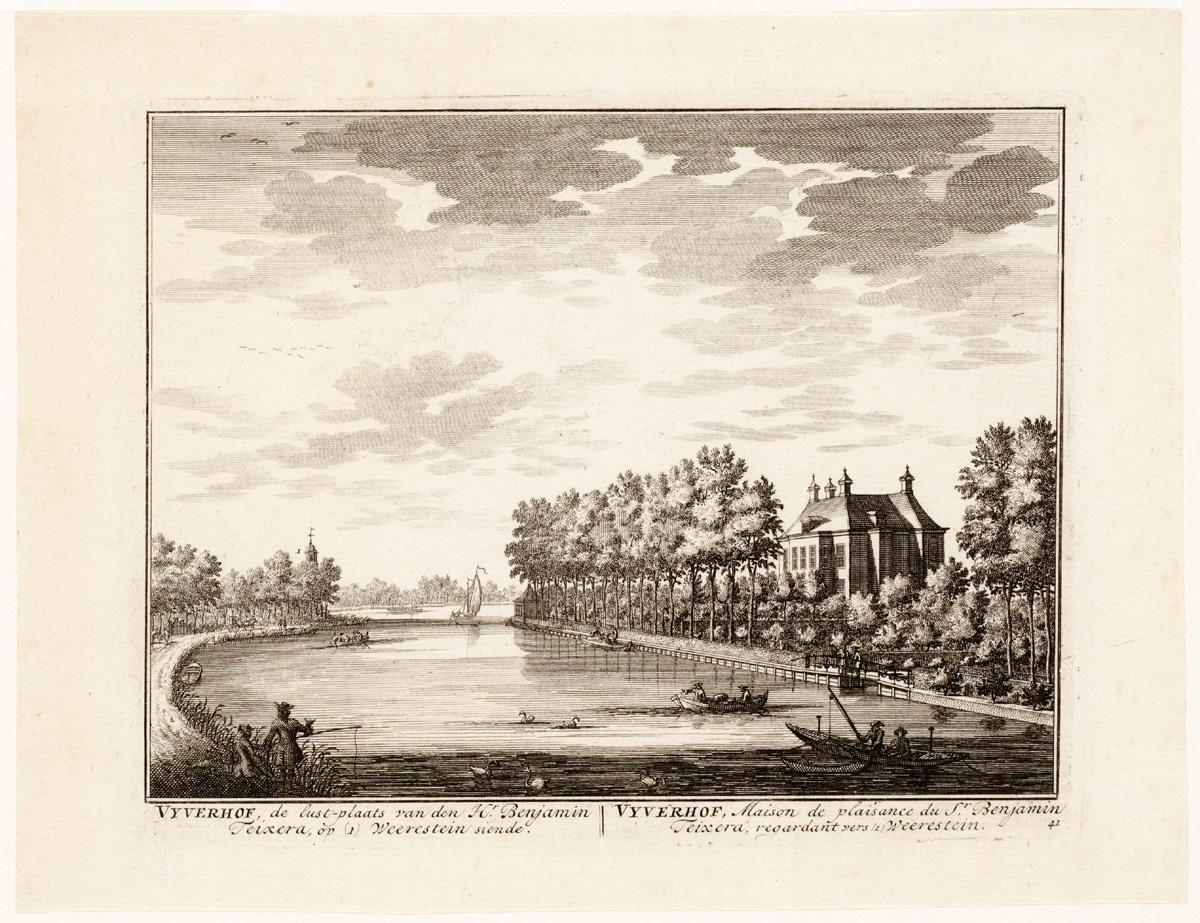
Tenuta Vijverhof sul fiume Vecht

Daniël Stopendaal, o Daniël Stoopendaal o Daniël Stopendael (Amsterdam, 1672 – 1726), è stato un incisore e disegnatore olandese del secolo d'oro.

## Biografia

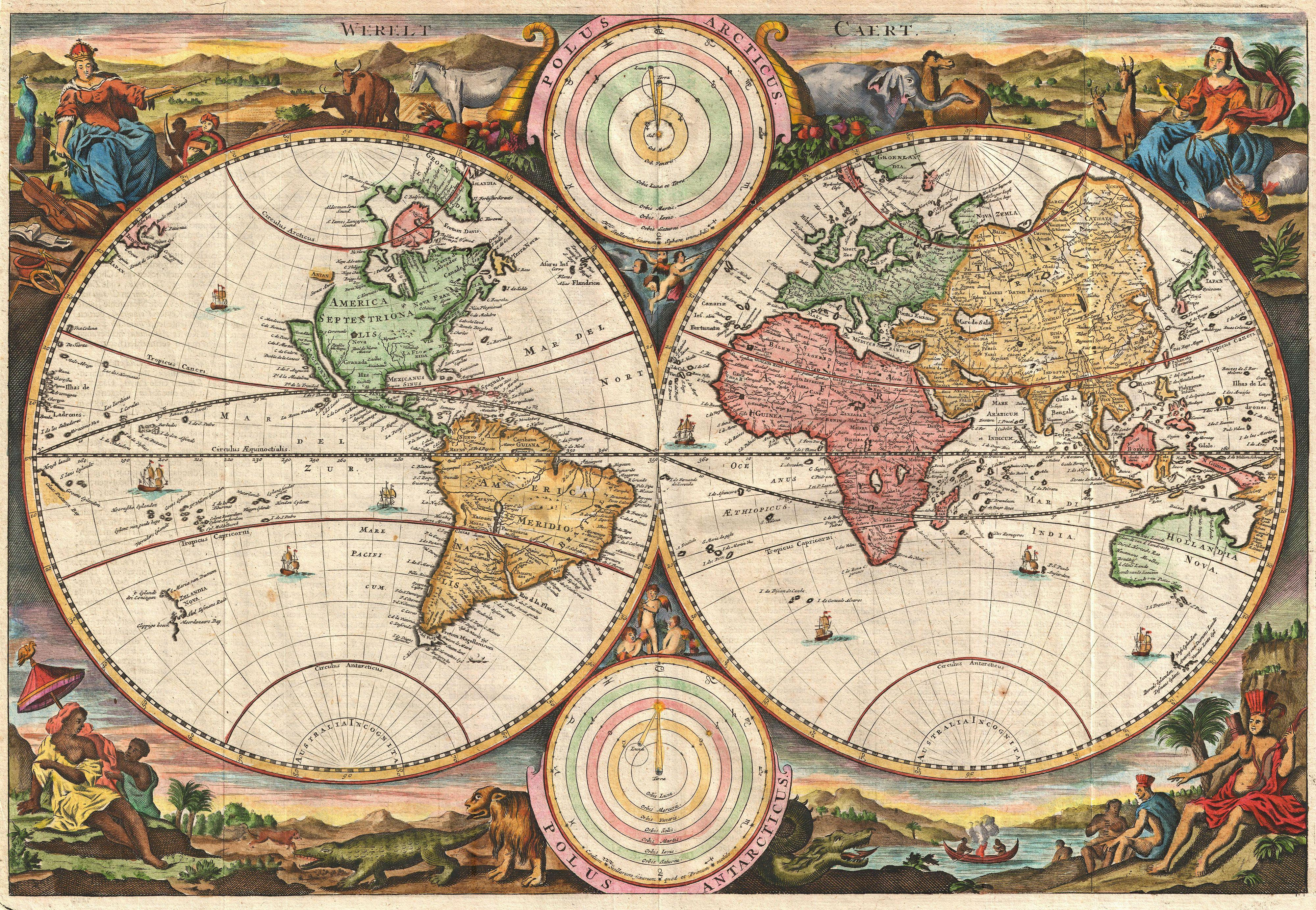
Mappa del mondo in due emisferi

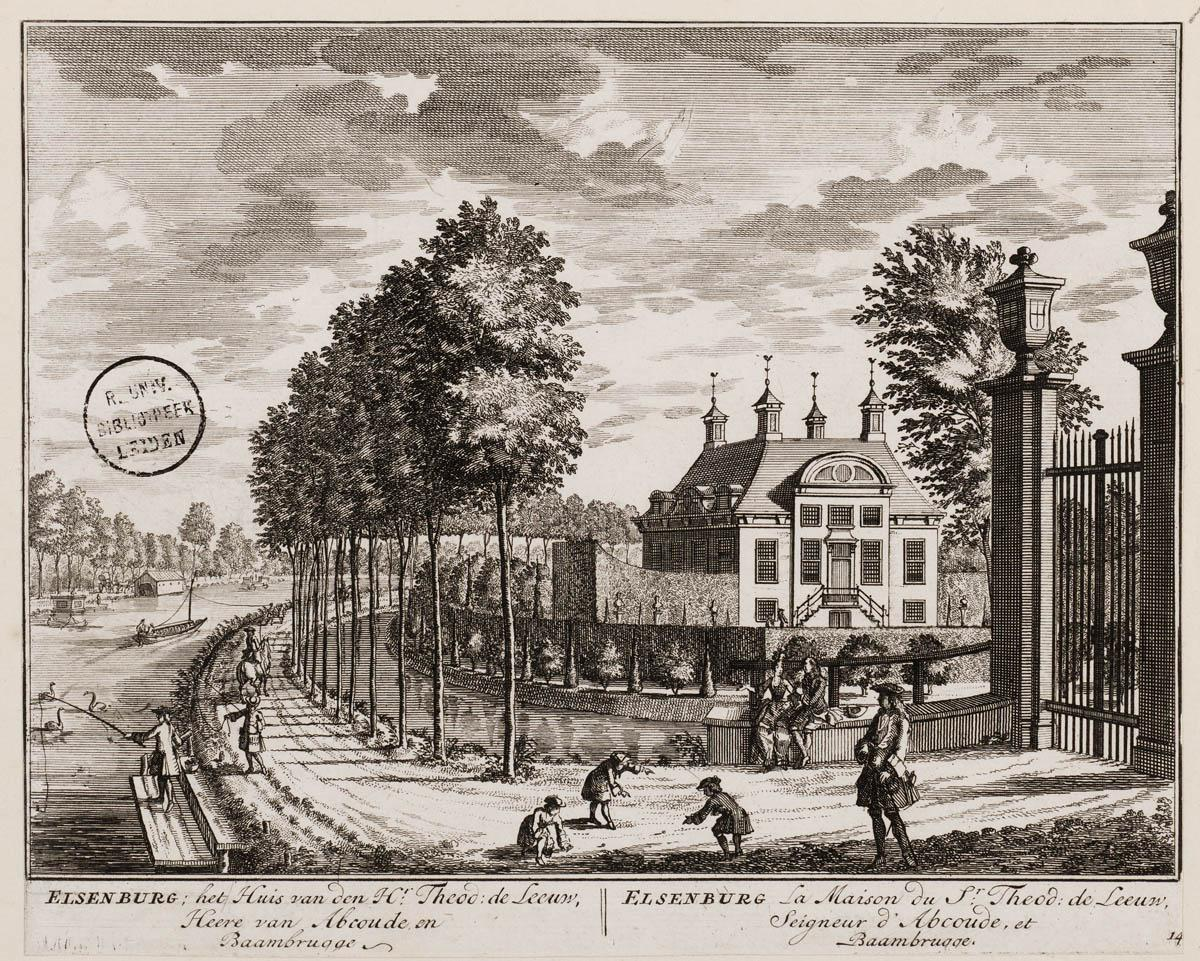
Elsenburg - la casa del Signor Theodor de Leuw

Secondo il van der Aa nacque intorno al 1650. Fu attivo ad Amsterdam dal 1685 al 1713. Realizzò principalmente architetture, topografie, vedute. Tra le sue opere citiamo La statua di Erasmo da Rotterdam, eseguita con uno stile che ricorda quello di Wenceslaus Hollar, Il funerale dell'ammiraglio de Ruyter ad Amsterdam, alcune tavole nel testo di Brandt La vita di de Ruyter (Amsterdam, 1701), Il municipio, la Nieuwe Kerk, il Waag ad Amsterdam (Amst. 1705), Veduta del maniero di Clingendael all'Aia, Il maestoso Vecht da Utrecht a Muiden.